# Fernando Fernández (Illustrator)
Fernando Fernández (* 7. Februar 1940 in Barcelona; † 9. August 2010 ebenda) war ein spanischer Comic-Zeichner.
Er begann seine Karriere 1956 in einem Illustrations-Studio (Josep Toutain's Selecciones Ilustradas agency), das für französische und amerikanische Verlage arbeitete. 1958 folgte er seinen Eltern nach Argentinien, wo er für verschiedene Magazine (u. a.: Totem) zeichnete. Parallel dazu zeichnete er über die Agentur Toutain's auch Liebes-Romanzen für britische Magazine (u. a.: Valentina). 1959 kehrte er nach Spanien zurück und arbeitete von dort für den britischen Verlag Fleetway an Kriegs-Comics.
Mitte der 60er Jahre konzentrierte sich Fernández auf Illustrations-Jobs und Malerei, kehrte aber in den 1970ern zu den Comics zurück. Zunächst zeichnete er eine Weile humoristische Comics und für das Magazin Diario. Zwischen 1973 und 1975 schuf er für die spanische Ausgabe des US-Magazins Vampirella beeindruckende Schwarz-Weiß-Comics, die mit dazu beitrugen, dass das Magazin in Comic-Kreisen einen legendären Ruf genießt; eine deutsche Ausgabe erschien im Volksverlag. 1976/77 zeichnete er mehrere didaktische Comics für die Edition Afha. Es folgten weitere Auftragsarbeiten für unterschiedliche Verlage, so malte er auch für den deutschen Koralle-Verlag das Cover des ersten Bandes der SF-Serie Sigma Gigantik. Seinen künstlerischen Durchbruch schaffte Fernández mit dem Album Zora und die Hybernauten (dt. nach Vorabdruck in Schwermetall eine Albumausgabe im Volksverlag). Diesen Autoren-Comic schuf er 1980/81 zunächst für das spanische Magazin 1984, dann für Heavy Metal, dem amerikanischen Schwestermagazin von Métal Hurlant (dt.: Schwermetall).
1982 adaptierte er für die spanische Ausgabe des Magazins Creepy Bram Stokers Dracula in Direktcolorierung (Albumausgabe bei Toutain, 1984, im Jahr darauf eine französischsprachige Ausgabe bei Campus, auf Deutsch in den Bänden 1 und 2 der Bastei-Albenreihe „Gespenstergeschichten präsentiert“). Es folgten für Bruguera Adaptionen von Science-Fiction-Storys von Isaac Asimov, eine Zusammenarbeit mit Carlos Trillo und weitere Arbeiten, die internationale Verbreitung fanden. Aufgrund einer Herzerkrankung war er in den frühen 1990er Jahren zur Fertigstellung seiner letzten Comic-Arbeiten auf Unterstützung von Assistenten angewiesen. Danach beschränkte sich Fernández wieder auf Illustrations-Arbeiten und Malerei. Er starb 70-jährig 2010 in Barcelona.